# Virginia-Highland

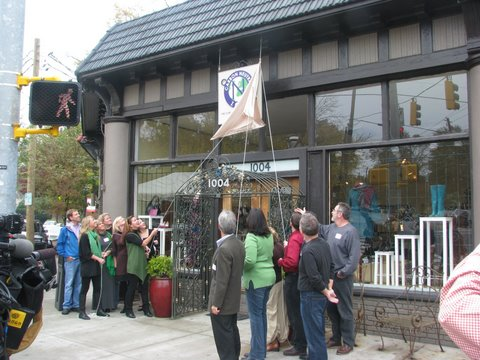
Kruispunt Virginia Avenue en North Highland Avenue

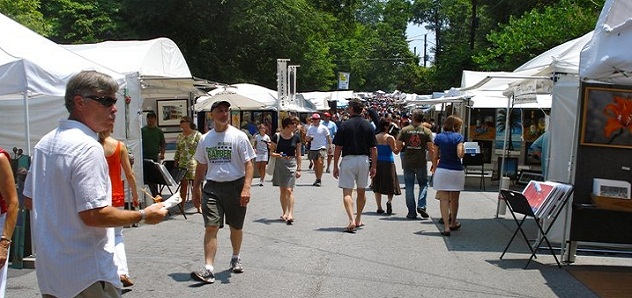
Kunstmarkt op Summerfest 2011

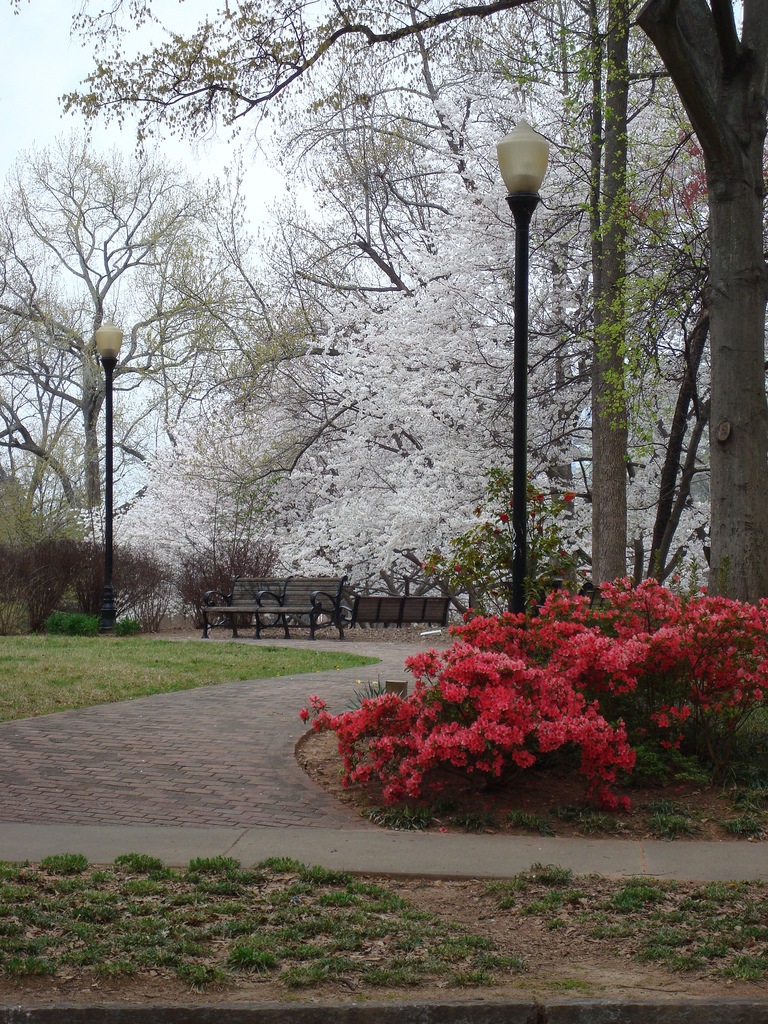
John Howell Park, tijdens de bloeiperiode van Atlantas iconische kornoeljebomen (Cornus florida)

Virginia-Highland is een van de bekendste wijken van Atlanta, Georgia, Verenigde Staten.
Virginia-Highland is bekend om zijn kleinschalige kleding- en woonwinkels, zijn restaurants, en voor zijn vrijstaande huizen in de bungalow-bouwstijl (geen vakantiehuizen maar een architectonische stroming oorspronkelijk uit Brits-India). Het is een door het nationaal register erkende historische wijk, vooral om zijn concentratie van vrijstaande huizen in de bungalowstijl.

## Geografie
De wijk bevindt zich 5 km ten noordoosten van het centrum van Atlanta. De naam is gebaseerd op de kruising van de twee belangrijkste straten die de buurt doorkruisen, Virginia Avenue en North Highland Avenue. Virginia-Highland wordt regelmatig erkend als "Atlantas favoriete buurt" door twee leidende plaatselijke tijdschriften, "Creative Loafing" en "Atlanta".

## Demografie
Er waren in 2010 ongeveer 8.200 inwoners De wijkpresident (2012) is Jack White, en de vicepresident is Lola Carlisle.

## Trivia
- De bakkerij van de film Life as We Know It bevindt zich in Virginia-Highland; zijn echte naam is "Belly General Store".
- In 2012 werd de Clint Eastwood-film Trouble with the Curve deels opgenomen bij George's restaurant.
- Elke juni wordt er de festival "Virginia-Highland Summerfest" gehouden, een van de leidende kunst- en muziekevenementen van Atlanta.